# Paramjit Singh (košarkaš)
Paramjit Singh (30. prosinca 1952. – 22. veljače 2024.) bio je indijski košarkaš koji se natjecao na Olimpijskim igrama 1980. godine. Poznat je kao prvi i posljednji košarkaški kapetan indijske košarke.